# Kubok Ukraïny 2006-2007
La Kubok Ukraïny 2006-2007 (in ucraino Кубок України) è stata la 16ª edizione della Coppa d'Ucraina. La competizione è iniziata l'11 agosto 2006 ed è terminata il 27 maggio 2007.

## Primo turno
| Squadra 1                   | Risultato | Squadra 2                    |
| --------------------------- | --------- | ---------------------------- |
| Hirnik Kryvyi Rih           | 2 – 5     | Illychivets Mariupol         |
| Hirnyk-Sport                | 1 – 2     | Metalist Kharkiv             |
| Bukovyna Chernivtsi         | 0 – 3     | Tavriya Simferopol           |
| Oleksandriya                | 0 – 2     | Vorskla Poltava              |
| Nafkom Brovary              | 0 – 2     | Stal Alchevsk                |
| Khimik Krasnoperekopsk      | 2 – 1     | Arsenal Kiev                 |
| Lokomotiv Dvorichna         | 0 – 2     | Kharkiv                      |
| Mykolaiv                    | 0 – 2     | Kryvbas Kryvyi Rih           |
| Yednist Plysky              | 0 – 1     | Zorya Luhansk                |
| Knyazha Shchaslyve          | 0 – 2     | Karpaty Lviv                 |
| Naftovyk Dolyna             | 0 – 1     | Volyn Lutsk                  |
| Khimmash Korosten           | 1 – 3     | Zakarpattia Uzhhorod         |
| Fakel Ivano-Frankivsk       | 0 – 1     | Obolon Kiev                  |
| PFC Sevastopol              | 2 – 0     | Naftovyk Okhtyrka            |
| Veres Rivne                 | 0 – 2     | Lviv                         |
| Olimpik Donetsk             | 4 – 2     | Podillya Khmelnytskyi        |
| Inter Boyarka               | 0 – 5     | Stal Dniprodzerzhynsk        |
| Arsenal Kharkiv             | 1 – 2     | Krymteplitsia Molodizhne     |
| Dnipro Čerkasy              | 1 – 0     | Spartak Ivano-Frankivsk      |
| Tytan Armyansk              | 2 – 1     | Helios Kharkiv               |
| Hazovyk-KhGV Kharkiv        | 3 – 5     | Dinamo-IhroServis Simferopol |
| Kremin Kreminchuk           | 0 – 2     | Enerhetyk Burstyn            |
| Yavir Krasnopillya          | 1 – 0     | CSKA Kiev                    |
| Feniks-Illichovets Kalinine | 1 – 2     | Borysfen Boryspil            |
| FC Olkom Melitopol          | 4 – 1     | Spartak Sumy                 |
| Nyva Ternopil               | 0 – 2     | Desna Chernihiv              |
| Dniester Ovidiopol          | 1 – 3     | Metalurh Donetsk             |

## Secondo turno
| Squadra 1                     | Risultato       | Squadra 2            |
| ----------------------------- | --------------- | -------------------- |
| Tytan Armyansk                | 2 – 1           | Vorskla Poltava      |
| Yavir Krasnopillya            | 1 – 6           | Shakhtar Donetsk     |
| Olkom Melitopol               | 0 – 4           | Dinamo Kiev          |
| Borysfen Boryspil             | 4 – 2           | Chornomorets Odessa  |
| Dinamo-Ihroservice Simferopol | 2 – 4           | Illychivets Mariupol |
| Enerhetyk Burshtyn            | 0 – 2           | Metalist Kharkiv     |
| Dnipro Čerkasy                | 0 – 1           | Dnipro               |
| Zakarpattia Uzhhorod          | 2 – 3           | Tavriya Simferopol   |
| Krymteplitsia Molodizhne      | 2 – 2 (4–2 dcr) | Metalurh Zaporizhia  |
| Obolon Kiev                   | 0 – 1           | Stal Alchevsk        |
| Desna Chernihiv               | 0 – 2           | Kharkiv              |
| Olympik Donetsk               | 1 – 2           | Kryvbas Kryvyi Rih   |
| Stal Dniprodzerzhynsk         | 1 – 0           | Zorya Luhansk        |
| Lviv                          | 1 – 1 (3–0 dcr) | Karpaty Lviv         |
| Sevastopol                    | 3 – 0           | Volyn Lutsk          |
| Khimik Krasnoperekopsk        | 2 – 3           | Metalurh Donetsk     |

## Ottavi di finale
| Squadra 1                | Risultato       | Squadra 2            |
| ------------------------ | --------------- | -------------------- |
| Borysfen Boryspil        | 0 – 2           | Shakhtar Donetsk     |
| Kharkiv                  | 0 – 2           | Dinamo Kiev          |
| Kryvbas Kryvyy Rih       | 0 – 2           | Illychivets Mariupol |
| Lviv                     | 2 – 2 (6–7 dcr) | Metalist Kharkiv     |
| Titan Armyansk           | 0 – 2           | Dnipro               |
| Krymteplitsia Molodizhne | 1 – 2           | Tavriya Simferopol   |
| Sevastopol               | 4 – 1           | Metalurh Donetsk     |
| Stal Dniprodzerzhynsk    | 1 – 1 (5–4 dcr) | Stal Alchevsk        |

## Quarti di finale
| Squadra 1             | Totale | Squadra 2          | Andata | Ritorno |
| --------------------- | ------ | ------------------ | ------ | ------- |
| Sevastopol            | 1 – 7  | Shakhtar Donetsk   | 0 – 1  | 1 – 6   |
| Dinamo Kiev           | 3 – 2  | Dnipro             | 1 – 1  | 2 – 1   |
| Illychivets Mariupol  | 0 – 2  | Metalist Kharkiv   | 0 – 0  | 0 – 2   |
| Stal Dniprodzerzhynsk | 1 – 5  | Tavriya Simferopol | 1 – 4  | 0 – 1   |

## Semifinali
| Squadra 1          | Totale | Squadra 2        | Andata | Ritorno |
| ------------------ | ------ | ---------------- | ------ | ------- |
| Tavriya Simferopol | 2 – 2  | Shakhtar Donetsk | 2 – 2  | 0 – 0   |
| Dinamo Kiev        | 5 – 2  | Metalist Kharkiv | 4 – 2  | 1 – 0   |

## Finale
| Arbitro: | Andriy Shandor (Leopoli) |

|                       |           |           |
| Kléber 58’ Husjev 80’ | Marcatori | 89’ Elano |